# 1194 (szám)
Az 1194 (római számmal: MCXCIV) az 1193 és 1195 között található természetes szám.

## A szám a matematikában
A tízes számrendszerbeli 1194-es a kettes számrendszerben 10010101010, a nyolcas számrendszerben 2252, a tizenhatos számrendszerben 4AA alakban írható fel.
Az 1194 páros szám, összetett szám, szfenikus szám. Kanonikus alakja 21 · 31 · 1991, normálalakban az 1,194 · 103 szorzattal írható fel. Nyolc osztója van a természetes számok halmazán, ezek növekvő sorrendben: 1, 2, 3, 6, 199, 398, 597 és 1194.
Az 1194 két szám valódiosztó-összegeként áll elő, ezek az 1182 és az 1193².

## Csillagászat
- 1194 Aletta kisbolygó